# Lennart Sand

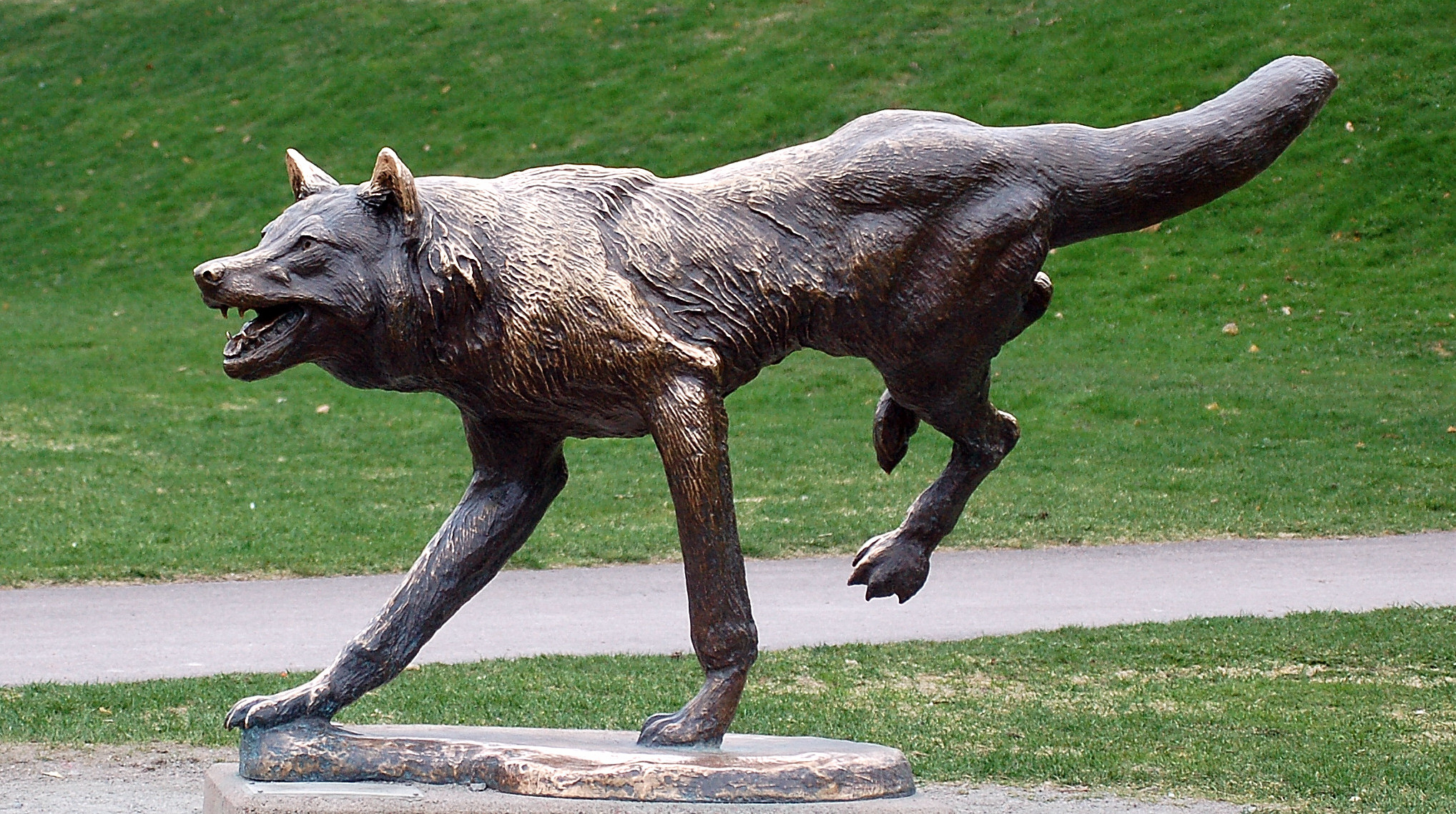
Varg

Erik Lennart Sand, född den 18 maj 1946 i Östersund, är en svensk målare och skulptör.

## Offentliga verk i urval
- Varg, brons, 1999, vid stora ingången till Mariebergsskogen i Karlstad